# Rino Levi
Rino Levi (São Paulo, 31 de diciembre de 1901 - Morro do Chapéu, 29 de septiembre de 1965) fue un arquitecto brasileño, representante de la escuela paulista de arquitectura moderna. Fue un fundador del estudio Rino Levi Arquitetos Associados.

## Formación italiana
Levi, hijo de inmigrantes italianos de origen judío de la región del Piamonte, empieza sus cursos superiores, inicialmente en el Politécnico de Milán y posteriormente en la Escuela de Bellas Artes de Brera. En 1926 se gradúa del curso universitario en la Universidad de Roma y regresa a São Paulo a trabajar. Fue alumno de Marcello Piaccentini y Manfredo Tafuri, el primero conocido como el arquitecto de Mussolini y el segundo uno de los teóricos Italianos mas relevantes de su época, reconocido por sus obras escritas sobre teoría e historia de la arquitectura moderna Italiana.
Allí conoció a algunos de los paisajistas más célebres de Francia, pasó casi 20 años de su vida en París: por motivos de fuerza mayor, la Segunda Guerra Mundial, Rino emigró volviendo a su patria, donde trato de difundir y aplicar los conocimientos aprendidos del paisajismo y expresionismo alemán.

## Regreso a Brasil 1946
Cuando Rino cumplió los 45 años conocería a Lucio Costa y Oscar Niemeyer, dos célebres arquitectos de Brasil, por entonces estos se encontraban desarrollando el plan urbano para Brasilia.

## Brasil, la oportunidad perfecta
Brasilia sin duda sería el escenario donde Rino Levi pondría en práctica todos los conocimientos que adquirió en París, algunos de ellos aprendidos del paisajismo barroco y otros del neo-clasicismo. También conocería los jardines ingleses.
Rino tras regresar a Brasil observó un hecho que para él era inconcebible, los jardines brasileños se realizaban con fauna y flora europea, es decir con fauna no autóctona.
Rino decidió emprender una serie de viajes con los que documentarse de cuáles eran las plantas autóctonas y que mejor se podían adaptar la nueva arquitectura de Brasil, la que iniciaron Niemeyer, Costa y otros grandes arquitectos.

## El paisajismo brasileño
Sus primeros jardines eran una manifestación de una fuerte abstracción geométrica, se podrían clasificar como un organicismo que transige, estos evolucionarían a un concepto que más tarde se conocería como el jardín cubista, pues eran de trazas similares a las obras primerizas del cubismo.
COLABORACIONES
Rino junto con Burle Marx se dedicaron a recuperar la vegetación autóctona e incorporarla al jardín y el paisajismo brasileño.
ambos compartían la idea de que “El arte del paisaje es el arte de engañar al ojo” esta idea referenciaba a los jardines barrocos y algunos ingleses, dado que la mayoría introducían correcciones visuales y espaciales para engrandecer la sensación causada por el paisaje.
Estos arquitectos conocían y habían visitado Versalles y los jardines de Vaux Le Vicompte, así como los apuntes de Le Nôtre y Le Vau, y una vez entendidos los conceptos los aplicaron sobre sus obras y proyectos paisajistas.

## Trabajos en la edificación
Gracias a su colaboración con Niemeyer, Lucio Costa, en Brasilia, realizó promociones de viviendas.
La parte menos conocida de su trayectoria profesional es la parte de la edificación donde desarrollo edificios administrativos y pocas promociones de viviendas unifamiliares.

### Principales obras
- Parque de Brasilia (1946)
- Cine Art-Palácio - Recife (1946)
- Edifício Porchat (1950)
- Instituto Sedes Sapientiae (1950)
- Paseo de Copacabana (1951)
- Teatro Cultura Artística, en el barrio de Consolação, en São Paulo (1952)
- Edifício Residencial Prudência (1954)
- Casa de Rino Levi - São Paulo (1956)
- Hospital do Cancer (1957)
- Edificio Seguradora Brasileira, Largo da Pólvora, São Paulo (1958)
- Hospital Cruzada Pró-Infância (actual Hospital Pérola Byington), en São Paulo (1958)[3]
- Casa de Olivo Gomes, en el Parque da Cidade en São José dos Campos (1949)
- Residencia de Milton Guper (1951)
- Hospital Israelita Albert Einstein, em São Paulo (1958)
- Centro Cívico, actual Paço Municipal de Santo André, São Paulo(1965)